# Kaja Juvan
Kaja Juvan (Ljubljana, 25 november 2000) is een tennisspeelster uit Slovenië. Juvan begon met tennis toen zij vijf jaar oud was. Haar favoriete ondergrond is gravel. Zij speelt rechtshandig en heeft een tweehandige backhand.

## Loopbaan
In 2016 won Juvan de Orange Bowl voor meisjes onder 18. In oktober van dat jaar won zij haar eerste ITF-toernooi in het enkelspel, in Bol (Kroatië), en de week erop in het dubbelspel in dezelfde plaats, samen met de Kroatische Lea Bošković.
In 2017 won zij samen met Olga Danilović de meisjesdubbelspelfinale van Wimbledon.
Op de Olympische Jeugdzomerspelen 2018 in Buenos Aires won zij twee gouden medailles: in het enkelspel en, samen met de Poolse Iga Świątek, ook in het dubbelspel.
In 2019 had Juvan haar grandslamdebuut op Roland Garros. Enkele weken later won zij haar eerste grandslampartij op Wimbledon.
In de periode 2017–2022 maakte Juvan deel uit van het Sloveense Fed Cup-team – zij behaalde daar een winst/verlies-balans van 12–8.
In 2021 bereikte Juvan als kwalificante de derde ronde op het Australian Open – daarmee kwam zij binnen op de top 100 van de wereldranglijst. Later dat jaar won Juvan haar eerste WTA-titel, op het dubbelspel van het toernooi van Cluj-Napoca samen met Russin Natela Dzalamidze.
In juli 2022 kwam zij ook in het dubbelspel binnen op de mondiale top 100.

## Posities op deWTA-ranglijst
Positie per einde seizoen:
| jaar | rang enkelspel | rang dubbelspel |
| ---- | -------------- | --------------- |
| 2016 | 717            | 1066            |
| 2017 | 555            | –               |
| 2018 | 174            | –               |
| 2019 | 133            | –               |
| 2020 | 104            | –               |
| 2021 | 98             | 152             |

## Resultaten grandslamtoernooien
| Legenda | Legenda                          |
| ------- | -------------------------------- |
| g.t.    | geen toernooi gehouden           |
| l.c.    | lagere categorie                 |
| –       | niet deelgenomen                 |
| G       | uitgeschakeld in de groepsfase   |
| 1R      | uitgeschakeld in de eerste ronde |
| 2R      | uitgeschakeld in de tweede ronde |
| 3R      | uitgeschakeld in de derde ronde  |
| 4R      | uitgeschakeld in de vierde ronde |
| KF      | uitgeschakeld in de kwartfinale  |
| HF      | uitgeschakeld in de halve finale |
| F       | de finale verloren               |
| W       | het toernooi gewonnen            |
| w-v     | winst/verlies-balans             |

### Enkelspel
| toernooi        | 2019 | 2020 | 2021 | 2022 |
| --------------- | ---- | ---- | ---- | ---- |
| Australian Open | –    | 1R   | 3R   | 1R   |
| Roland Garros   | 1R   | 2R   | 1R   | 2R   |
| Wimbledon       | 2R   | g.t. | 3R   |      |
| US Open         | –    | 2R   | 2R   |      |

### Vrouwendubbelspel
| toernooi        | 2021 | 2022 |
| --------------- | ---- | ---- |
| Australian Open | –    | 2R   |
| Roland Garros   | –    | 2R   |
| Wimbledon       | 1R   |      |
| US Open         | –    |      |

## Palmares
| Legenda                 |
| ----------------------- |
| Grandslamtoernooi       |
| Olympische Spelen       |
| Year-End Championships  |
| Premier Mandatory       |
| Premier Five / WTA 1000 |
| Premier / WTA 500       |
| International / WTA 250 |
| Challenger / WTA 125    |

### WTA-finaleplaatsen enkelspel
| nr.              | finale     | toernooi        | ondergrond | tegenstandster   | score         |         |
| ---------------- | ---------- | --------------- | ---------- | ---------------- | ------------- | ------- |
| gewonnen finales |            |                 |            |                  |               |         |
| geen             |            |                 |            |                  |               |         |
| verloren finales |            |                 |            |                  |               |         |
| 1.               | 2022-05-21 | WTA Straatsburg | gravel     | Angelique Kerber | 6-7, 7-6, 6-7 | details |
| 2.               | 2025-05-04 | WTA Saint-Malo  | gravel     | Naomi Osaka      | 1-6, 5-7      | details |

### WTA-finaleplaatsen vrouwendubbelspel
| nr.              | finale     | toernooi        | ondergrond | partner           | tegenstandsters              | score    |         |
| ---------------- | ---------- | --------------- | ---------- | ----------------- | ---------------------------- | -------- | ------- |
| gewonnen finales |            |                 |            |                   |                              |          |         |
| 1.               | 2021-08-08 | WTA Cluj-Napoca | gravel     | Natela Dzalamidze | Katarzyna Piter Mayar Sherif | 6-3, 6-4 | details |
| verloren finales |            |                 |            |                   |                              |          |         |
| geen             |            |                 |            |                   |                              |          |         |